# Centrolobium
Centrolobium é um género botânico pertencente à família Fabaceae.
Centrolobium compreende as seguintes espécies:
- Centrolobium microchaete (Mart. ex Benth.) H.C. Lima—canarywood, tarara amarilla
- Centrolobium ochroxylum Rudd
- Centrolobium paraense Tul.
- Centrolobium robustum (Vell.) Mart. ex Benth.
- Centrolobium sclerophyllum H.C. Lima
- Centrolobium tomentosum Guill. ex Benth.
- Centrolobium yavizanum Pittier—amarillo de Guayaquil